# 日本刑事政策研究会
日本刑事政策研究会（にほんけいじせいさくけんきゅうかい、英: Japan Criminal Policy Society）とは、1960年設立の刑事政策の研究や刑事政策思想の普及等を目的とした一般財団法人である。略称は刑政研。

## 概要
刑事政策学研究者相互の連携によって、刑事政策の理論および実際を研究し、もって刑事政策思想の普及を図り、あわせて社会福祉の増進に寄与すること等を目的として法務大臣の許可を受け発足した。法務省の外郭団体のため、会長以下役員には元検察幹部が名を連ねている。
各種学会とは異なり、誰でも入会することが可能であり、入会者には機関誌「罪と罰」や最新の『犯罪白書』が配布される。｢罪と罰｣は年に４回発行されている。
会員
会員には「普通会員」と「賛助会員」がある。普通会員は、刑事政策に関する学識又は経験を有し、本会の目的に賛同している者で、賛助会員は、本会の趣旨に賛同して本会を援助する者である。

## 刑事政策に関する懸賞論文
年に一度、大学生・大学院生を対象に読売新聞社との共催により、「刑事政策に関する懸賞論文」が募集されている。1987年度より始まった。論題は年によって異なり、その時勢において議論になる刑事政策の諸問題が論題に挙げられる。
入賞は最高位の優秀賞と最高位に次ぐ佳作の2つのみからなる。優秀賞入賞者には、刑事政策研究会賞および読売新聞社賞が贈られ、会報『罪と罰』に論文の全文が掲載される。佳作入賞者には、刑事政策研究会賞が送られ、論文要旨が掲載される。受賞者は霞ヶ関の法曹会館において表彰式が行われ、優秀賞は賞金と賞状、佳作は賞金と賞状が贈呈される。表彰式の翌日の読売新聞朝刊に受賞者名が掲載され、優秀賞の中でもより優秀と判断されたものについては論文の全文が掲載されることもある。
日本の刑事法学における唯一の懸賞論文であり、歴史は30年以上ある日本の刑事法学界の中でも
伝統と権威ある懸賞論文と認識されている。これまでの受賞者は法曹や刑事法研究者になることも多く、刑事法領域の登竜門となっているあめ、将来の刑事政策の担い手を作る役割を果たしているといえる。
平成11年以降の主な受賞者は以下の通りである。
- 秋山映美 (NPO法人監獄人権センター理事)
- 安部祥太 (学者)
- 安成訓 (学者)
- 甘利航司 (学者)
- 石井由梨佳 (学者)
- 出雲孝 (学者)
- 江藤里恵 (弁護士)
- 大屋未輝 (精神保健福祉士)
- 木下裕一 (弁護士)
- 黒澤睦 (学者)
- 佐藤舞 (学者)
- 柴田守 (学者)
- 平山幹子 (学者)
- 平山真理 (学者)
- 松尾剛行 (弁護士)
- 松岡正志 (弁護士)
- 松田浩道 (学者)
- 三浦美佳子 (弁護士)
- 丸山恭司 (学者)